# كتاب المجموع
كتاب المجموع هو كتاب يُفترض أنه المصدر الرئيسي لتعاليم الطائفة العلوية.  يقال أن الكتاب لم يتم نشره علنًا بل يتم نقله من الشيوخ الى المريدين ؛ ومع ذلك، تم نشر الكتاب من قبل بعض المستشرقين الغربيين، والترجمة الأصلية العربية وأيضاً الفرنسية متاحة على أرشيف الإنترنت.  لكن يدعي العلويين أن هذا الكتاب لا أساس له من الصحة ويذكرون أن المصدر الرئيسي لتعاليمهم هو نهج البلاغة .  يقول ماتي موسى: 
يحتوي كتاب المجموع على ستة عشر سورة أدرجها سليمان الأذني في كتابه الباكورة السليمانية... نُشر كتاب المجموع بترجمة فرنسية لرينيه دوسو في كتابه "تاريخ ودين النصيريين" ، 161-98. والنص العربي له موجود في كتاب "العلويين العلوية" لأبي موسى الحريري (دبي: دار الاعتصام، 1980)، 145-74.
تم نشر الترجمة الانجليزية لإدوارد إي. سالزبوري في مجلة الجمعية الشرقية الأمريكية عام 1866. 
والرجل الذي كشف كتاب المجموع هو سليمان الأذني، وهو نصيري تنصّر. 
يُعرف "المجموع" أيضًا باسم "الدستور" ، ويُنسب إلى الشيخ العلوي في القرن الحادي عشر، الميمون الطبراني ؛  إلا أن يارون فريدمان يقول أن الدستور وكتاب المجموع هما نصان مختلفان وأن جعلهما نصًا واحدًا هو أمر خطأ. 
يظن يارون فريدمان أن كتاب المجموع تأثر بالتقاليد الباطنية اليهودية الموجودة في سفر يتزيراه ؛ يشير فريدمان على وجه الخصوص إلى تشابه النصوص في المعنى الباطني للحروف، حيث يقارن "السر العظيم" لسفر يتزيراه ( سود جادول ) وهو "الألف-ميم-شين" مع سر كتاب المجموع ( عمس ) وهو "العين-ميم-سين" . 
يدعي العلويين المعاصريين أن "كتاب المجموع" ملفق، حتى أن البعض يشير إلى أنه مزيف أنشأه المبشرون المسيحيون في القرن التاسع عشر. 

## روابط خارجية
- الترجمة الفرنسية بواسطة رينيه دوسو (نسخة HTML)